# Pot (fête)
Pour les articles homonymes, voir Pot.

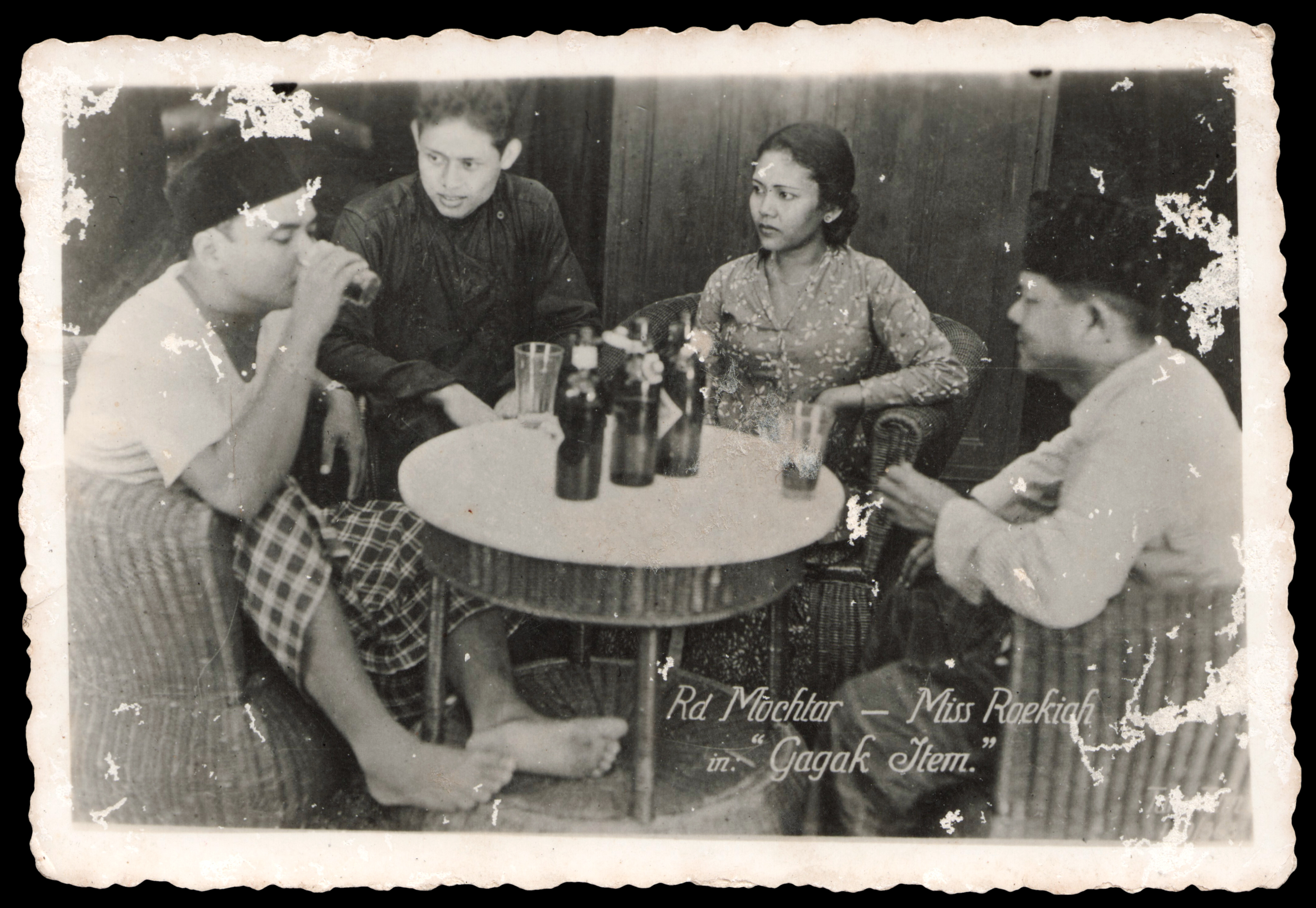
Illustration d'un pot à plusieurs (1939)

Un pot est un mot désignant une boisson ou une collation partagée à plusieurs. Par extension, le terme signifie également une petite fête pour un événement particulier, le plus souvent en entreprise, comme le départ ou l'arrivée d'un employé, la naissance d'un enfant, un mariage, etc.
Une enveloppe peut circuler pour collecter des dons pour faire un cadeau à la personne fêtée.

## Origines
Au XIIe siècle, le mot pot, qui caractérisait la rondeur en allemand, est introduit en français et a rapidement désigné un ustensile pouvant contenir des liquides ou des aliments. Autour des années 1910, le terme est utilisé par des étudiants afin de parler généralement d'une boisson alcoolisée et du rituel autour de sa consommation. Cette désignation est ensuite repris dans le cadre de l'entreprise.